# Association for Information Systems
 (novembre 2017).
Pour les articles homonymes, voir AIS.
L'Association for Information Systems (AIS) et son homologue français l'Association Information & Management (AIM) constituent une communauté d'enseignants, chercheurs, professionnels et spécialistes en système d'information (SI) au sein de laquelle s'échangent et se diffusent l'avancement des connaissances et les bonnes pratiques relatives au sujet.
Elle est la première association internationale de professionnels dans le domaine de la recherche, l'enseignement, la pratique et l'étude des systèmes d'information. Cette communauté ne s'est pas constituée dans un but lucratif mais avec la volonté de servir la société.
L'association constitue réellement un réseau mondial, à ce titre elle met en relation les demandeurs d'emploi dans le domaine des SI avec des employeurs et diffuse des opportunités de recherche dans le milieu universitaire. Career Services est un service proposé par l'association uniquement voué à cela.
Les membres de l'association viennent approximativement d'une centaine de pays différents, on distingue notamment trois régions principales :
- L' Amérique
- L'Europe, le Moyen-Orient et l'Afrique
- L'Asie et le Pacifique

Un président est élu chaque année par les membres de l'association dans une de ces trois régions. Ces élections sont effectuées dans une optique de rotation, autrement dit, deux présidents issus d'une même région ne peuvent se succéder.

## Historique
La recherche sur les SI est née parallèlement à la recherche universitaire dans les écoles de commerces. En effet, les domaines tels l’organisation, le management, l’économie ou encore la comptabilité sont des métiers qui ont développé le besoin d’utiliser des SI. Dans les années 1970-1980, lorsque l’utilité de SI s’est révélée importante dans un grand nombre de domaines, les spécialistes ont pensé qu’il fallait développer des centres de recherches spécialement dédiés au SI. Ils ont aussi jugé opportun de mettre en place des formations spécifiques dans les universités.  
L’événement le plus marquant dans l’histoire des SI et de l’AIS est la mise en place en 1980 d’une conférence annuelle de la recherche sur les SI (ICIS). Cette dernière fut mise en place par des académiciens majoritairement nord-américains et devint rapidement un emblème international de la recherche en SI. 
Alors que cette conférence prenait de l’ampleur, des groupes informels s’y sont créés afin de discuter de l’importance d’une organisation professionnelle. C’est ainsi, qu’à l’initiative du dr William R. King, Professeur à l’Université de Pittsburgh, une entité formée de 40 académiciens s’est constituée. En quelques années, le groupement s’est transformé en l’association AIS dont le président élu fut le dr King. 

### Dates clés
- 1980 : Première conférence ICIS à Philadelphie, Pennsylvanie[2]
- 1990 : Première conférence ICIS en dehors des États-Unis à Copenhague, Danemark
- 1994 : Constitution de l’association AIS, 1 000 membres
- 1995 : Première conférence AMCIS tenue à Pittsburgh, Pennsylvanie
- 1999 : Première conférence AIS LEO Awards
- 2000 : Création du journal MISQ Executive[3] et du journal de l’AIS
- 2001 : Les conférences ICIS et AIS fusionnent ; Première association de l’AIS et des SIG
- 2006 : Première conférence AMCIS en dehors des États-Unis à Acapulco, Mexique[4]
- 2014 : 20 ans d’AIS ; 35 ans des conférences ICIS

## Conseil d'administration 2017-2018
| Fonction                                                                           | Identité           | Établissement d'enseignment         |
| ---------------------------------------------------------------------------------- | ------------------ | ----------------------------------- |
| Président                                                                          | Matti Rossi        | Aalto University School of Business |
| Vice-président                                                                     | Jason Thatcher     | Clemson University                  |
| Futur président (élu en amont de la date de prise de fonction)                     | TP Liang           | National Sun Yat-sen University     |
| Secrétaire                                                                         | Mary Jones         | University of North Texas           |
| Trésorier                                                                          | Vishal Midha       | Illinois State University           |
| Vice-présidente des SIG et collèges                                                | Lakshmi Iyer       | Appalachian State University        |
| Vice-présidente du secteur étudiant                                                | Rhonda Syler       | University of Arkansas              |
| Vice-président de l’éducation                                                      | Heikki Topi        | Bentley University                  |
| Vice-président des conférences                                                     | Alan Dennis        | Indiana University                  |
| Vice-président des membres des secteurs et services                                | Ryan Wright        | Ryan wright                         |
| Vice-présidente des publications                                                   | Carol Saunders     | Northern Arizona University         |
| Vice-président de la technologie                                                   | Harry Jiannan Wang | University of Delaware              |
| Représentant des conférences internationales sur les systèmes d’information (ICIS) | John Mooney        | Pepperdine University               |
| Représentante de la Région 1 (Amériques)                                           | Stacie Petter      | Baylor University                   |
| Représentant de la Région 2 (Europe/Afrique/Moyen-Orient)                          | Roman Beck         | IT University of Copenhagen         |
| Représentante de la Région 3 (Asie/Pacifique)                                      | Ming-Hui Huang     | National Taiwan University          |
| Intérimaire en aide à la gestion managériale                                       | Mattew Nelson      | Illinois State University           |

### Les commissions
Les missions clés de l'AIS se réalisent à travers des comités spécialisés. Ceux-ci sont formés par des membres du conseil d'administration. 
- La commission des conférences

Elle supervise toutes les réglementations relatives aux conférences ainsi que la stratégie de l’association sur le long terme. 
- La commission de l’éducation

Elle dirige le développement des outils d’enseignements de l’AIS pour ses membres et conseille le vice-président de l’éducation dans un souci de pédagogie.
- Le comité exécutif

Il prépare l’agenda du conseil d’administration, conseille le Président de l’association entre les meetings, le cas échéant, et peut approuver certaines demandes dans le cadre d’un montant limité. Il est dirigé par le Président de l’AIS. 
- La commission de financement

Elle supervise les finances de l’association. Elle agit également en tant qu’une commission d’investissement en étudiant les projets et en proposant des plans nouveaux pour l’expansion de l’association.
- Le comité des membres

Il gère le développement et la mise en place de la stratégie d’augmentation du nombre de membres. Il s’agit de donner envie aux membres de renouveler leur abonnement et de convaincre des professionnels du SI de pointe à rejoindre le réseau.
- Le comité de nomination

Il élit des membres pour des postes soumis à élection. Il se réunit une fois par an. 
- Le comité de l’organisation et du règlement administratif

Il observe et contrôle la gérance de l’association de sorte qu’elle soit conforme aux réglementations. Il fait des recommandations au conseil sur les objectifs et l’organisation d’AIS. Il examine les règlementations des pays dans lesquels il exerce une activité. Il nomine les membres de l’AIS ainsi que les conditions pour le devenir. 
- La commission de publication

Elle gère les publications de l’IAS.
- Le comité de communication

Il conseille le vice-président des SIG et collèges et le vice-président des membres des secteurs et services dans le respect des stratégies de développement de branche. 
- La commission consultative du secteur étudiant

Elle conseille le vice-président du secteur étudiant et le Conseil dans le respect des initiatives liées au secteur étudiant.
- La commission de la technologie

Elle a pour objectif de conseiller le Président et le Conseil dans le cadre des stratégies d’investissement en technologie. Le niveau d’équipement en technologie de l’AIS doit être conforme à son plan stratégique.
- Le groupe de travail

Dans la vie de tous les jours comme au travail, les utilisateurs d’internet sont de plus en plus nombreux dans le monde. Grâce à de multiples interfaces connectées (PC, smartphones…), les utilisateurs tirent un grand profit d’internet et de l’évolution technologique qu’il a procurée. Néanmoins, de nombreux effets latéraux néfastes sont apparus par la même occasion.
AIS souhaite être un moteur dans les recherches concernant les problèmes liés aux infrastructures de savoir sociétal. Les résultats impacteront le développement de nouvelles technologies, business model, réglementations publiques, normes sociales, accords internationaux...
Pour l’accomplir, le groupe de travail propose ses idées au Conseil de l’AIS dans des assemblées telles que celle tenue à Auckland en 2014.

## Les objectifs stratégiques d'AIS
- Promouvoir AIS comme le leader mondial en termes d'excellence dans la recherche, les pratiques et l'enseignement des SI;
- Positionner les SI comme un outil de premier plan au service de la société;
- Promouvoir le système d’information comme étant un service essentiel au fonctionnement des entreprises;
- Cultiver une communauté en fournissant des produits et services pour répondre aux besoins de ses membres tels qu'une Elibrary[5] la plus vaste existante dans le domaine des SI, l'accès au Career Services, ou encore l'accès exclusif aux plus grandes conférences mondiales sur le sujet.

### Les journaux d'AIS
La réalisation des objectifs précédemment énoncés impliquent la diffusion d'information par de multiples canaux. Parmi ces canaux figurent divers journaux tels que:
- AIS Transactions on Human-Computer Interactions[6] (AIS THCI)
- Journal of the Association for Information Systems[7] (JAIS)
- Communications of the Association for Information Systems[8] (CAIS)
- Pacific Asia Journal of the Association for Information Systems[9] (PAJAIS)
- RELCASI[10], revue latino-américaine
- AIS Transactions on Replication Research[11] (TRR)

### LeSenior Scholars' Basket of Journals
L'AIS promeut une liste des revues scientifiques jugées les plus influentes, dans la discipline du management du système d'information, nommée le Senior Scholars' Basket of Journals et qui sert fréquemment de référence. Dans l'ordre alphabétique, cette liste comporte les revues suivantes :
- European Journal of Information Systems (en)
- Information Systems Journal (en)
- Information Systems Research
- JAIS, déjà cité
- Journal of Information Technology
- Journal of Management Information Systems
- Journal of Strategic Information Systems
- MIS Quarterly

## Les événements de l'association

### Conférences
L'association organise quatre grandes conférences annuelles:
- The International Conference on Information Systems (ICIS) en français la Conférence Internationale sur les Systèmes d'Information qui se tient successivement dans chacune des régions précédemment citées;
- The Americas Conference For Information Systems (AMCIS) en français la Conférence des Amériques sur les Systèmes d'Information qui elle n'a lieu qu'en Amérique du Nord, du Sud ou Centrale;
- The Pacific Asia Conference on Information Systems (PACIS) en français la Conférence d'Asie Pacifique sur les Systèmes d'Information;
- The European Conference on Information Systems (ECIS) en français la Conférence Européenne sur les Systèmes d'Information.

### Best Information Systems Publication Awards
Depuis 2006, l'AIS honore, à l'occasion de la conférence ICIS, jusqu'à 5 publications de recherche jugées comme majeures dans la discipline. Ghobadi et Robey ont analysé en 2017 l'influence de ce classement, ainsi que celui du meilleur article de l'année de MIS Quarterly sur le développement de la recherche en systèmes d'information.

### LEO Awards
AIS octroie chaque année depuis 1999 une sélection de prix prestigieux aux membres, érudits et leaders dans le domaine des systèmes d'information en récompense à leurs travaux et contributions scientifiques exceptionnelles ayant eu un impact global.
On appelle ces prix LEO Awards en référence à la première application commerciale en informatique The Lyons Electronic Office. Ils ont été créés à l'initiative du conseil de l'AIS en collaboration avec le comité exécutif de l'ICIS. C'est d'ailleurs pour cette raison que les récipiendaires sont présentés lors de la grande conférence. Ces derniers constituent alors des représentants prépondérants de leur communauté nationale ou régionale spécialisée dans les systèmes d'informations. Ce sont des modèles et des sources d'inspiration pour leurs collègues et étudiants.

#### Le comité du LEO Awards est constitué d'universitaires
En 2017, le comité est constituté de :
- Alok Gupta, University of Minnesota (dont le mandat prendra fin le 30/06/2018)
- Jungpil Hahn, National University of Singapore (30/06/2018)
- Joe Nandhakumar, Warwick Business School, University of Warwick (30/06/2018)
- Carsten Sorensen, The London School of Economics and Political Science (30/06/2019)
- Michael Myer, University of Auckland (30/06/2019)
- Sue Brown, University of Arizona (30/06/2019)